# Binche-Chimay-Binche femení
La Binche-Chimay-Binche femenina és una cursa ciclista professional que es disputa en un sol dia i anualment a la província de l'Hainaut, entre Binche i Tournai.
Es disputa des del 2021 on la primera vencedora fou Sara Van de Vel i és la versió femenina de Binche-Chimay-Binche. Està integrada dins la categoria de curses 1.1 de la UCI.

## Palmarès
| Any  | Vencedor        | Segon                   | Tercer           |
| ---- | --------------- | ----------------------- | ---------------- |
| 2021 | Sara Van de Vel | Loes Adegeest           | Nicole Steigenga |
| 2022 | Lorena Wiebes   | Marjolein van 't Geloof | Anniina Ahtosalo |
| 2023 | Pfeiffer Georgi | Christina Schweinberger | Anniina Ahtosalo |
| 2024 | Cat Ferguson    | Christina Schweinberger | Anniina Ahtosalo |
| 2025 |                 |                         |                  |